# Anders Kilander
Anders Kilander, född 1730 i Värmland, död 14 juni 1805 i Vadstena, var en svensk rådman i Vadstena stad. Kilander var bror till stadsfiskalen Lars Kilander i Lidköping.

## Biografi
Kilander blev omkring 1759 organist i Vadstena församling. Han var även rådman i Vadstena stad. Kilander avled 14 juni 1805 i Vadstena.